# Louis de Duras
Louis de Duras (1641, Duras, Guyenne – 19 avril 1709, Londres), marquis de Blanquefort dans la noblesse française, baron Duras de Holdenby (1673), puis succédant à son beau-père George Sondes, 2e comte de Feversham (1677) dans la pairie d'Angleterre, est un militaire et diplomate français installé en Angleterre.

## Biographie
Il est le sixième fils de Guy Aldonce de Durfort (1605-1665), marquis de Duras, et d’Élisabeth, fille de Henri de la Tour d'Auvergne, duc de Bouillon et maréchal de France. Ses frères sont Guy Aldonce de Durfort (1630-1702), duc de Lorges, et Jacques Henri (1625-1704), duc de Duras.
Au début des années 1660, il entre au service du duc d'York, futur Jacques II d'Angleterre (en 1685). Il prend de l'importance dans ses fonctions auprès du duc, et il est naturalisé anglais par acte du Parlement en 1665. Le 29 janvier 1673, il est créé baron Duras de Holdenby, nommé d'après des terres du Northamptonshire qu'il avait acquises du duc d'York.
En 1673-74, il est en France, où il est capitaine de cavalerie au service des Français lors de la guerre de Hollande. De retour en Angleterre, il obtient d'épouser Mary (-1677), fille aînée et cohéritière de Sir Georges Sondes, le 19 mars 1676. Le 8 avril 1676, ce dernier est créé comte de Feversham, avec une clause prévoyant que Duras peut hériter du titre de son beau-père si ce dernier meurt avant lui. Sa femme meurt, le 1er janvier 1677, et son beau-père, le 16 avril. Duras devient alors le 2e comte de Feversham.
Duras joue aussi un rôle diplomatique pour le roi Charles II d'Angleterre auprès de Louis XIV. Il est envoyé auprès du roi français à Calais en avril 1677, puis comme ambassadeur spécial à Paris en novembre 1677. Il est envoyé pour le féliciter pour la naissance de son petit-fils Louis de France en 1682.
Il devient capitaine puis colonel de la troupe de cavalerie royale des Dragon du roi (les King’s Dragoons) en 1678, et commande en second sous les ordres de James Scott, duc de Monmouth, lors d'une campagne en Flandre. Fin 1679, il entre au service de la reine d'Angleterre, Catherine de Bragance. Il est son Lord Chambellan de 1680 à 1705. En 1682, il obtient l'office de gentilhomme supplémentaire de la chambre à coucher royale (extra gentleman of the bedchamber). C'est en cette qualité qu'il est présent au chevet du lit de mort du roi Charles II, en 1685.
Lorsque le duc d'York devint roi, Duras rentra au Conseil privé ; il reçut en 1685 le commandement en chef pour lutter contre la rébellion de Monmouth, où il se distingua principalement par sa cruauté envers les vaincus après la bataille de Sedgemoor. Il a été récompensé par le titre de chevalier de la jarretière et celui de colonel des Life Guards.
Après la destitution du roi Jacques II lors de la Glorieuse Révolution, Duras réussit à rentrer dans les faveurs du roi Guillaume III, grâce à l'intercession de la reine Catherine.
Il n'eut pas de descendance mâle, et ses titres de noblesse s'éteignirent avec lui. Il est d'abord inhumé à la chapelle de Savoie, puis sa dépouille est transférée, conformément à sa volonté, à Londres en l'abbaye de Westminster, le 21 mars 1740.

## Armoiries
Écartelé: aux 1 et 4, d'argent, à la bande d'azur (de Durfort) ; aux 2 et 3, de gueules, au lion d'argent (Lomagne), au lambel de gueules en chef, brochant sur les deux premiers quartiers.

## Sources
- (en) Stuart Handley, Duras, Louis, second earl of Feversham (1641–1709) : Oxford Dictionary of National Biography, Oxford University Press, 2008.
- (en) Thomas Seccombe, révisé par Sean Kelsey, Sondes, George, first earl of Feversham (1599–1677) : Oxford Dictionary of National Biography, Oxford University Press, 2006.

### Source annexe
- (en) Cet article est partiellement ou en totalité issu de l’article de Wikipédia en anglais intitulé « Louis de Duras, 2nd Earl of Feversham » (voir la liste des auteurs).